# 埃夫里 (约讷省)
埃夫里（法語：Évry，法語發音：[evʁi] ⓘ）是法国勃艮第-弗朗什-孔泰大区约讷省的一个市镇，属于桑斯区。

## 地理
埃夫里（48°15'51"N, 3°15'25"E）面积4.54 平方千米，位于法国勃艮第-弗朗什-孔泰大區约讷省，该省份为法国中北部内陆省份，西接卢瓦雷省，西北接塞纳-马恩省，南至涅夫勒省，东临科多尔省，东北与奥布省接壤。
与埃夫里接壤的市镇（或旧市镇、城区）包括：奥勒斯河畔拉沙佩勒、屈伊、日西莱诺布勒。

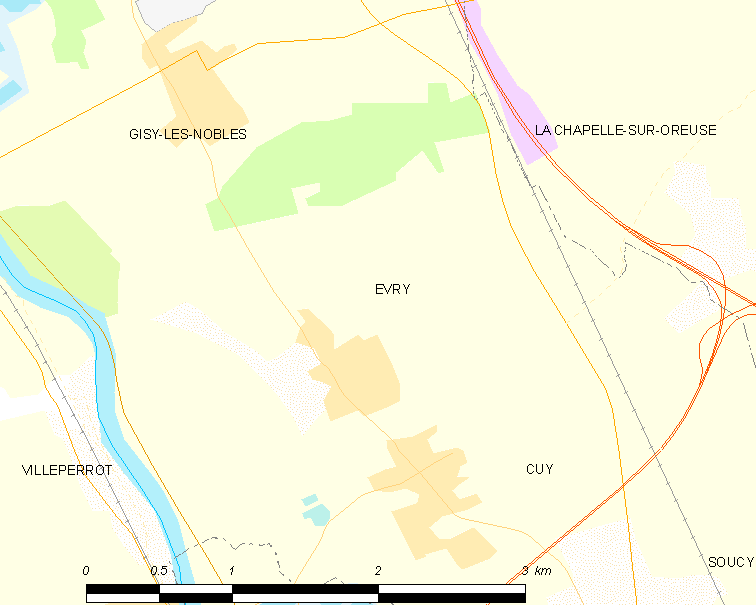
的OSM定位图

埃夫里的时区为UTC+01:00、UTC+02:00（夏令时）。

## 行政
埃夫里的邮政编码为89140，INSEE市镇编码为89162。

## 政治
埃夫里所属的省级选区为奥勒斯河畔托里尼县。

## 人口

1962-2008年间人口变化图示

埃夫里于2022年1月1日时的人口数量为398人。